# Chicobolus spinigerus
Chicobolus spinigerus är en mångfotingart som först beskrevs av Charles Thorold Wood 1864.  Chicobolus spinigerus ingår i släktet Chicobolus och familjen Spirobolidae. Inga underarter finns listade i Catalogue of Life.